# ルイジアナ演習

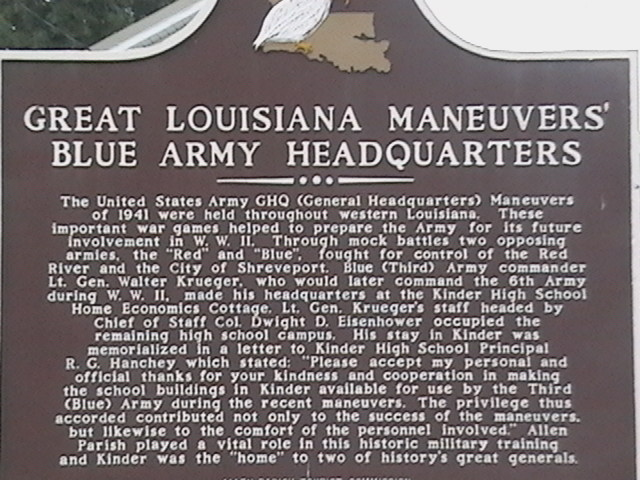
演習を記念したパネル。演習中に青軍の司令部があったキンダーの高校に設置されている。

ルイジアナ演習（英語: Louisiana Maneuvers）は、アメリカ陸軍により1940年から1941年にかけてルイジアナ州北部および中西部で展開された一連の演習である。演習地域にはフォート・ポーク、キャンプ・クレイボーン、キャンプ・リビングストンといった軍事基地が含まれていた。一連の演習には400,000名以上の軍人が参加し、訓練、兵站、戦闘ドクトリン、指揮官に対する評価が目的と定められていた。
本演習に参加した将校の中には、第二次世界大戦参戦後に重要な役割を果たした者が少なくなかった。オマール・ブラッドレー、マーク・W・クラーク、ドワイト・D・アイゼンハワー、ウォルター・クルーガー、レスリー・マクネア、ジョセフ・スティルウェル、ジョージ・パットンといった将校が本演習に参加していた。

## 背景
1939年、ナチス・ドイツによるポーランド侵攻をもって第二次世界大戦が勃発した。当時、アメリカ陸軍は歩兵を主力と定め、砲兵、工兵、騎兵などの各兵科がこれを支援する体制を執っていた。ヨーロッパ各国の陸軍と比較すると規模は遥かに小さく、機械化・自動車化は一部部隊で進められている程度だった。新たな戦争の幕開けにより、陸軍は本格的な近代化の推進、そして急速に拡大しつつも未だ実戦経験の無い全軍の能力をテストする大規模演習を実施する必要性に直面した。レスリー・マクネア大将とマーク・W・クラーク大佐は演習地域としてルイジアナ州にあった未使用の土地数千エーカーを選んだ。この演習が行われた頃、イギリスでは既にドイツ軍の本土侵攻が予想され、防備が固められていた。演習に際して動員された州兵部隊の一部は、そのまま復員することなく活動を続けた。

## 演習

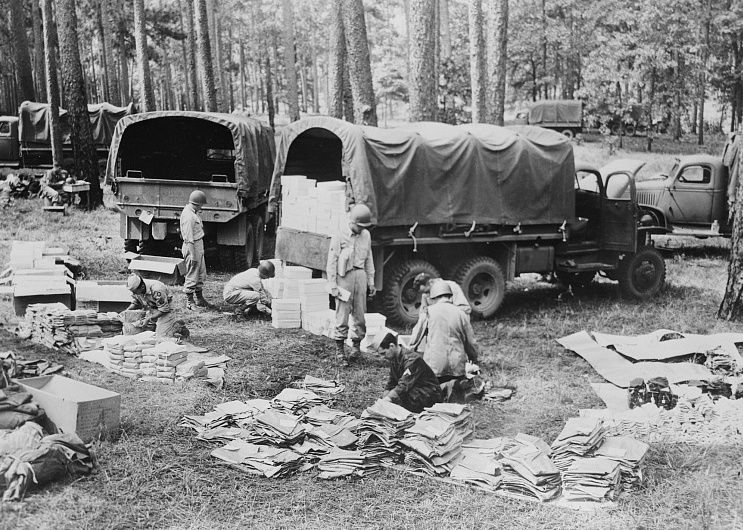
演習中、補給物資を運搬する兵站部隊

演習に参加したおよそ400,000名の将兵は、おおむね同等の戦力を有する2つの軍に分けられた。演習は2つの架空の国、「コトンク」（Kotmk, 赤軍）と「アルマット」（Almat, 青軍）の対戦形式で実施されることとなった。「コトンク」はカンザス、オクラホマ、テキサス、ミズーリ、ケンタッキーの、「アルマット」はアーカンソー、ルイジアナ、ミシシッピ、アラバマ、テネシーの頭文字を取って付けられた。これらの兵士によって、合計19個師団が編成された。
1941年8月から9月にかけて、3,400平方マイル（8,800平方キロメートル）の範囲でコトンク軍とアルマット軍による模擬戦闘が実施された。戦闘地域はサビーン川東部からカルカシュー川まで、北端はレッド川まで広がっていた。
両軍はミシシッピ川に沿って展開し、川の航行権と戦略拠点を巡り戦った。
オマール・ブラッドレーは後にこの演習について回想し、ルイジアナ市民は兵士たちを快く歓迎したと語った。一部の兵士は一般の住宅で寝泊まりしており、ある住宅では足の踏み場もないほど大人数の兵士が収容されていたという。一部の兵士が住宅敷地や作物を粗末に扱ったり、勝手に作物を収穫するなどの問題を起こしたこともあったが、大部分は住民と良好な関係を保っていたという。
演習中に26人の将兵が死亡した。死因の大部分はサビーン川での溺死か自動車事故死だった。稀な死因の例としては、雷に打たれた兵士や、24歳の若さで心臓発作を起こした兵士がいた。
また、フォート・ポークはこの演習のために設置された基地である。その名は南北戦争の際に南軍で指揮を執ったレオニダス・ポーク将軍にちなむ。

## 戦訓

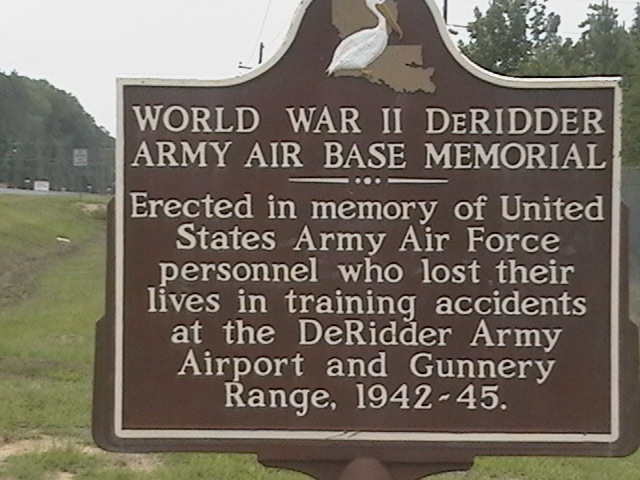
ボーリガード地方空港（旧デ・リッダー陸軍航空基地）前に設置された記念パネル

アメリカ陸軍の戦闘ドクトリンは、物量と機動性に重点を置いたものであった。南北戦争以前の保安隊型（constabulary-type）の陸軍組織は高度の機動性を前提としたものであり、また南北戦争における北軍は集中させた戦力をもって南軍の中枢を攻略し、最終的な勝利を収めることとなった。陸軍では第二次世界大戦勃発の時点でもこれらの2点を特に重視していた。
アドナ・R・チャーフィー指揮下の第7機械化騎兵連隊を核とした第1機甲師団では、大規模な諸兵科連合機械化部隊の長距離移動、兵士および車両の戦闘能力の維持といった能力、および戦術・作戦レベルで生じうる問題などに関する各種テストが実施された。この戦訓を元に考案された機甲師団のコンセプトは有効なものと見なされ、これに従って16個の機甲師団が第二次世界大戦中に新設された。
防衛ドクトリンの面では、ドイツ軍の主要戦術と考えられていた電撃戦に対応するため、敵の事前察知が重視されていた。このドクトリンにおいて、アメリカ側の部隊は比較的狭幅の前線において多数のドイツ軍装甲部隊と相対することが想定された。これを踏まえて提唱された戦車駆逐車（Tank Destroyer）の概念がルイジアナ演習において試験された。この概念は元々砲兵将校らによって考案されたもので、予備部隊として高機動力を有する砲を十分用意することが必要とされていた。そして敵戦車の攻撃が始まった時、被牽引あるいは自走によりこれらの砲戦力が敵側面に素早く展開し、突破を図る敵戦車に打撃を与えるのである。この概念における高機動の砲戦力、すなわち戦車駆逐車は能動的に活動する戦力と位置づけられ、機動力を活用したヒット・エンド・ラン戦法のもと運用されることが想定されていた。こうした運用は歩兵連隊における通常の牽引式対戦車砲の前方配置とは異なるものである。本演習においては、歩兵連隊で運用される従来型の対戦車砲の方が戦車駆逐車よりも大きな損害を敵戦車に与えたとされ、その上でこれら戦車駆逐車を効率的に運用するためには独立した戦車駆逐大隊の編成が必要と結論されていた。
第二次世界大戦参戦後、アメリカ陸軍がこの時想定されていたような形態の大規模な対戦車戦闘を経験することはほとんどなかった。最終的に将兵100,000名以上によって80個ほどの戦車駆逐大隊が編成され、各大隊には36両の戦車駆逐車ないし牽引式対戦車砲が配備されていた。終戦後間もなくしてこれらの大隊は解散し、対戦車戦は歩兵や工兵、機甲兵によって担われることとなった。
また、本演習においてはいわゆるCレーションの大規模な運用試験が初めて行われた。この試験の結果を受け、食料の重量、容器の形状や材質などの再検討が行われた。本演習の戦訓をもとに改良が加えられたC型野戦糧食（Field Ration, Type C）は、第二次世界大戦中にアメリカ軍の標準的な野戦糧食として支給された。